# Houseaux
Pour les articles homonymes, voir Houseaux (homonymie).
Houseaux, nom masculin pluriel, désignent avec une même phonétique en français deux types d'objets différents : en premier lieu, une protection du vêtement de travail, véritable survêtement appliqué sur les jambes, autrefois commun et sans rapport avec les sports actuels et en second lieu, des grandes épingles familières des professionnels manieurs d'étoffes. Le mot singulier et pluriel a donc deux acceptions, issues de deux étymologies.
- 1. Houseau, au sens de jambière, de (haute) sur-guêtre par exemple en toile ou en cuir, protégeant la jambe, provient de l'ancien français huese, terme hérité directement du francique hosa qui désigne la botte. Attesté en 1170, son diminutif housel a donné houseau en français moderne. À la même époque, le  mot huese a engendré des formes dialectales house, heuse ou heusse, et c'est le nom féminin heuse qui a fini par désigner communément la botte après le XIIIe siècle. Une heuse à l'âge classique, par analogie de forme, est un piston d'une pompe dont le corps est en bois.
- 2. Houseau, au sens de grande ou grosse épingle servant à attacher ensemble des doubles d'étoffes n'apparaîtrait qu'en 1572. Il s'agit d'un outil commun des tapissiers garnisseurs ou des poseurs de tentures. La variante housseau est aussi attestée en 1803. L'origine est obscure, mais ne semble pas avoir de rapport avec huese[1].

Le présent article ci-dessous s'intéresse exclusivement aux houseaux ou paire de houseaux, une partie fondamentale du costume de travail paysan à l'âge classique, mais aussi des hommes en contact avec la nature broussailleuse, en particulier les cavaliers qui font partie, alors qu'ils sont considérés à tort en marge, de la même civilisation de l'attelage.

## Une protection de l'habit de travail paysan
Les houseaux sont des jambières facilement attachables, employées pour labourer ou travailler, creuser ou fouir, défricher ou dessoucher, marcher ou courir dans un environnement hostile, conduire un attelage ou monter un coursier sur un chemin dangereux. Il s'agit de protéger la jambe contre les eaux et la boue, de garder propre les tissus sous-jacents de toutes sortes de salissures ou d'éclaboussures mais aussi d'éviter à la peau piqûres et griffures douloureuses des épines comme un hématome ou un raclement par des bois broussailleux. Un porteur d'houseaux adaptés ne redoutent plus les fâcheuses conséquences sur ces jambes motrices d'un glissement, d'une perte d'équilibre ou d'une plongée dans la terre, pas plus que d'éventuelles projections de terre ou l'impact imprévu des jambes contre un morceau de bois, une paroi, une surface de sol ou de roches. 
Les houseaux sont souvent en grosse toile double, souvent en cuir avec de fines armatures textiles pour les riches. Au besoin, ils assurent une véritable étanchéité ou sont renforcées par des matières absorbant le choc ou l'impact, par des armatures en métal, en bois ou en écorce selon l'activité. Les moyens de fixations sont divers : les houseaux peuvent être lacés à l'instar de guêtres montantes, boutonnées au vêtement du dessous, soit à la culotte qui parvient au-dessus du genou, soit sous le genou avec différents bas de chausse ou braies, ancêtre de la longue culotte, les guêtres ou les bottes. Il existe aussi des attaches à agrafes et des crochets de fixation.

## Distinction entre guêtres et houseaux
D'un point de vue technique, revêtir ses guêtres est fort différent de l'acte de mettre ses houseaux malgré la confusion et l'apparente similarité des termes proposée par les lexicographes. 
La guêtre est un vêtement ou mieux, au sens ancien, une chaussure attachée initialement au cou-de-pied et souvent sous la cambrure du pied. Marcel Lachiver, spécialiste du monde rural, la définit ainsi : "La guêtre est une chaussure qui sert à couvrir la jambe et le dessus de soulier et qui se ferme sur le côté avec des boucles, des lacets ou des boutons". Il précise qu'elle est surtout en toile, plus rarement en cuir. C'est une définition fort convenable du produit de l'art des guêtriers, ces ouvriers qui fabriquaient des guêtres, à l'époque des Lumières. Mais à l'époque classique antérieure ou auparavant, avoir les jambes guêtrées signifie être revêtu par un système d'habillement plus ou moins sophistiqué et compacte selon les lieux, à base d'étoffe, de toile, de feutre, de cuir, voire de bandes épaisses de tissus ou de cuir fixés à la jambe qui peuvent jouer éventuellement un rôle protecteur quelconque, mais plus souvent assurer une isolation thermique comme aujourd'hui de longues et grosses chaussettes. La guêtre concerne le bas de la jambe en général jusqu'au-dessous du genou, une haute guêtre monte au-dessus du genou. Mal fixée, elle frâle comme des chaussettes sans élasticité ou se débobine ou se déroule telle une bande molletière. 
Un houseau se fixe en haut sur des habits, à défaut sur les jambes nues pour les pauvres en haillons, et n'a qu'une fonction protectrice ciblée et limitée suivant sa conception. En bas, il se fixe ou s'attache sur le dessus de la chaussure montante ou de la bottine, à défaut au-dessus du pied nu. À l'origine, le houseau plus qu'une petite botte est une sur-botte, protection de la botte, ou un prolongement indépendant vers le haut de jambe, mais complémentaire de celles-ci. L'évolution est récente puisqu'elle intervient au milieu du XVIe siècle : la heuse ou grande heuse, grande botte souvent dénommée par erreur houseau, n'y est encore souvent qu'une véritable botte chaussée et le(s) véritable(s) houseau(x) sa protection ou son complément en une ou plusieurs parties. La partie haute de la grande heuse au-dessus du genou s'évase et le houseau prolongateur s'y fixe commodément de façon solidaire, voire possède une partie liées de surbotte qui redescend protéger la botte de cuir. C'est le houseau de la noblesse ou de la ploutocratie agraire, complément de la botte à haute tige en usage à l'époque classique et qui garde son utilité parfois bien au-delà de cette période dans les champs. 
Pour les distinguer des grandes bottes, partie du costume civile et militaire au XVe siècle, citées fréquemment sous le vocable de l'héraldique "houseaux" par la langue françoise élégante de la Renaissance, les spécialistes les dénomment avec précision les houseaux complets sans avoir pied, à ceinture et à boutons, qui sont préservés dans le costume jusqu'au XVIIIe siècle.
L'armée de terre française a préservé tardivement jusqu'au XIXe siècle dans son équipement des houseaux joignant la mi-cuisse au mi-mollet. Les militaires étaient ainsi protégés pendant les progressions en terrain broussailleux. Au-delà, l'usage se limite à la cavalerie, les houseaux modernes lacés remplacent les basanes au XXe siècle.

## Le houseau, équipement de travail ou de voyage des plus modestes
Mais, en absence de bottes montantes, la bottine, le soulier, la galoche, le sabot, voire le pied nu ou la sandale peuvent laisser la partie basse de la jambe à la guêtre paysanne qui se fixe à partir du coup de pied. Alors les houseaux revêtent au besoin le haut de la jambe et peuvent descendre en absence de sur-guêtres, en une ou deux parties, se fixer à la chaussure montante ou à un lacet serré au-dessus du coup de pied. Un houseau protège seul en absence de guêtre la partie sensible de l'avant bas de jambe. C'est le houseau plus ou moins flottant des modestes paysans ou cavaliers.
Il n'est pas rare que le houseau protecteur ait protégé les plus démunis des ruraux et les plus faibles va-nus-pieds. Souvent les hommes en haillons gardent cette indispensable équipement protecteur de la partie basse du genou. Les modestes houseaux des gardians de la Camargue en témoignent. Les leggings des misérables cow-boys texans des années de trail de 1865 à 1875 sont des jambières qui jouent le rôle de sur-pantalon sur un pantalon de toile. Lorsqu'elles étaient conçues en plusieurs parties, ils peuvent faire songer à des houseaux ficelés, avec le cuir protégé de bandes épaisses de vieux tissus ou chiffons.

## Un symbole, un signe de distinction ou d'apparat
Le houseau médiéval, représenté sur des emblèmes héraldiques, prend le haut, le bas et le pied, parties du corps qui expriment la mobilité, la vélocité et la puissance d'un combattant à terre. C'est en réalité une heuse, mais l'appellation mentionne sa taille réduite sur l'écu où est représentée symboliquement une petite heuse, donc un houseau.
On comprend l'expression précieuse citée par La Fontaine et traduite par le sens fort de mourir dans sa douzième fable : laisser ses houseaux. Mais elle peut s'expliquer aussi dans le monde paysan. Devenir immobile à jamais, être condamné à n'être qu'alité sans sortir de la chambre, ne plus travailler ou suspendre sans usage ce qui protège les jambes et assure ainsi la nécessaire mobilité, c'est autrefois l'annonce immédiate de la mort, un précaire moment avant de mourir. Par comparaison, les expressions (y) laisser ses guêtres ou laisser ses guêtres immobiles à jamais expriment peut-être une évocation de la mort plus directe ou moins ambiguë. La guêtre est un vêtement personnel. Mais le retour de la mobilité et du mouvement annonce la vie ou son maintien : 
- tirer ses guêtres, c'est s'en aller
- traîner ses guêtres, c'est flâner, divaguer ou errer au gré de ses humeurs, se promener sans but en mauvais oisif.
- laisser traîner ses guêtres, se négliger.

Les chasseurs ou les fermiers, d'autant plus qu'ils ne chassaient pas réellement ou qu'ils ne labouraient plus, déléguant cette tâche à leurs commis, laboureur ou cultivateur, ont revêtu de somptueuses pièces de cuir. Le pantalon de toile double ou de velours pouvait être caché par des houseaux, véritables ornements distinctifs ou armoriés, indiquant la qualité ou l'activité noble du porteur.
La heuse, nom de la botte primitive, ne se distingue pas ici des bottes ou des chaussures, autrefois puissants marqueurs sociaux. Le francique huese a d'ailleurs subi la même évolution que le bas-latin calcea, dérivé féminin du latin calceus, soulier. La terminologie des vêtements qui s'enfilent par les pieds a été changée. Les langues romanes ont généré le terme chausse, qui a pris le sens de guêtre, puis de culotte en évinçant la braie gauloise. Les langues germaniques ont engendré à partir de huese, le classique Hose, désignant la culotte, puis le pantalon. Il faut la décontraction urbaine du théâtre vénitien pour imposer d'abord un personnage Pantaleone qui se faufile dans un vêtement du pied au col, voire à la tête avec une capuche. La césure de l'habit du comédien engendre un polo et un haut de chausse étroit qui tient avec le bas, puis un pull et un pantalon moderne, adaptés à la mobilité urbaine.
Il faut enfin signaler, que le vêtement paysan comme le costume noble, n'obéit à aucune mode. Ils sont à la fois commodes et rituels, adaptés à une fonction précise ou à un rite particulier. L'évolution au cours du temps montre que l'une et l'autre ont varié. Il reste la qualité et la finition de l'équipement comme critère de classement. Mais l'expérience commune montre que les plus luxueux sont autant hors catégorie par leur coût prohibitif que par leur absence d'usage réel.

## Vieilles expressions
Laisser ses houseaux est une expression du XVe siècle, attestée en 1455 et fort vieillie lorsqu'elle est reprise par le fabuliste La Fontaine. Au-delà de la grande littérature de salon, il subsiste dans le monde paysan ou populaire des expressions nombreuses, parmi lesquelles, hormis celles qui s'attachent à vanter, décrire ou dénigrer les mollets, la taille et la musculature de la jambe de son porteur, on peut signaler :
- J'en ai plein mes houseaux, être fatigué, épuisé après une tâche et parfois être angoissé ou apeuré en un sens apparemment encore plus vieux qui correspond à l'allemand plus conservateur die Hosen voll haben, avoir une grosse peur. Le sens de la fatigue est passé dans notre moderne en avoir plein les chaussettes.
- (C'est) elle (qui) porte les houseaux, qualifie une femme maîtresse de maison active dans les champs, donc susceptible de tout prendre en main et ainsi de commander de façon incontestée et sa maisonnée et son époux. L'expression populaire porter le pantalon semble la prolonger dans les foyers.
- Avoir la conscience plus large que les houseaux d'un écossais, mentionne l'avarice supposée d'un sujet. Les houseaux paysans plus ou moins lâches ou disposant de poches pratiques permettaient de glisser facilement et de maintenir en sécurité de menus objets ou des bourses. Il semble que les Écossais avec leur lourdes chaussettes n'aient point eu de houseaux, préférant porter leur bien dans une bougette ou pochette sous-ventrale attachée à la ceinture.